# Того

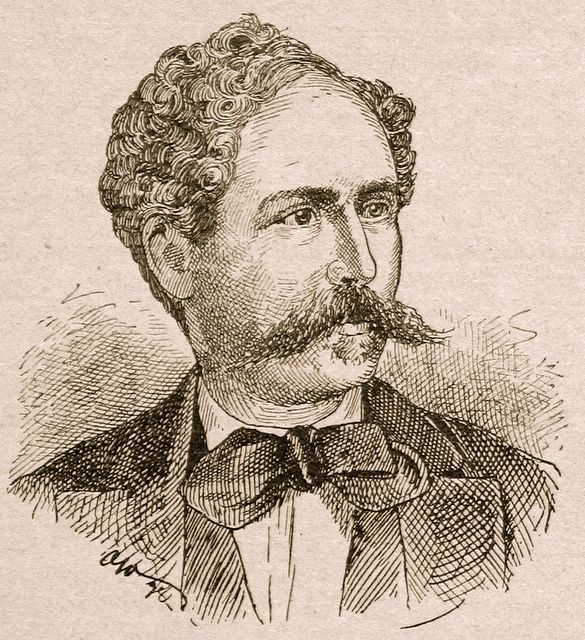
Густав Нахтігаль

Респу́бліка То́го, також Тоголезька Республіка, — держава на заході Африки; межує на заході з Ганою, сході з Беніном, півночі з Буркіна-Фасо; площа — 56 800 км²; столиця — Ломе.

## Історія
Про стародавню історію Того відомостей дуже мало. Археологічні знахідки свідчать про те, що давні племена вміли виробляти гончарні вироби та обробляти залізо. Назва Того перекладається з мови еве як «землі, що лежать за лагунами». У другій половні XV століття сюди прибули португальські колонізатори, після чого була налагоджена работоргівля. У кінці XVIII століття на місці поселення народу еве було засноване місто Ломе.
У 1884 році Густав Нахтігаль підписав угоду з кількома вождями про встановлення протекторату Німецької імперії над Того разом з частиною території сучасної Гани. Його кордони були визначені після захоплення німецькими військами внутрішніх районів країни та підписання угод з Францією та Великою Британією. 1 січня 1905 року територія сучасного Того була оголошена німецькою колонією Тоголенд.
Під час Першої світової війни Тоголенд був окупований Великою Британією та Францією, тому був оголошений англо-французький кондомініум. 7 грудня 1916 року цей кондомініум розпався, відбувся розподіл на англійську та французьку зону. 20 липня 1922 року Велика Британія отримала мандат Ліги Націй на управління західною частиною Того, а Франція — східною. У 1945 році країна отримала право направляти 3 представників до парламенту Франції. Після Другої світової війни був введений режим опіки ООН, а управління збереглося за Великою Британією і Францією.
28 жовтня 1956 року після референдуму Того отримала офіційний статус автономної республіки у складі Франції. У лютому 1958 Франція надала Того статус республіки, але при цьому зберегла за собою право контролювати питання оборони, зовнішніх зв'язків та фінансів. У квітні 1958 року на виборах до Палати депутатів перемогла партія Комітет єдності Того. Новий уряд очолив Сілванус Олімпіо.
27 квітня 1960 року Того проголосила незалежність. На виборах президента переміг Сілванус Олімпіо, який набрав 99 % голосів виборців. Тоді опозиція бойкотувала вибори. 9 квітня 1961 року була прийнята Конституція Тоголезької Республіки, відповідно до якої вищим законодавчим органом стали Національні збори.
У грудні 1961 року були заарештовані керівники опозиційних партій, звинувачені у підготовці антиурядового заколоту, був виданий декрет про розпуск опозиційних партій. 13 січня 1963 року відбувся військовий заколот, у ході якого був вбитий Сілванус Олімпіо, у Того було оголошено надзвичайний стан. Військові передали владу тимчасовому уряду на чолі з Ніколасом Груніцьким. У травні 1963 року Груніцький був обраний президентом країни, нове керівництво проводило політику розвитку відносин з Францією.
13 січня 1967 року внаслідок військового перевороту до влади прийшов Гнассінгбе Еядема. На діяльність політичних партій була накладена заборона, у листопаді 1969 року була створена партія «Об'єднання тоголезького народу» і введена однопартійна система. Після військового режиму Ейадема був обраний президентом республіки і переобраний у 1986 році.
У 1983 році стартувала програма приватизації державного майна, у 1991 році була дозволена діяльність політичних партій. Загалом, Ейадема керував країною 38 років, переобираючись декілька разів. У 1993 році Європейський Союз заморозив партнерство з Того, розцінивши переобрання Ейадеми у 1993, 1998 та 2003 роках як захват влади. ЄС відновив міжнародні відносини з Того лише у 2004 році.
5 лютого 2005 року Ґнассінґбе Ейадема помер. За конституцією були закриті всі кордони країни, а виконувачем обов'язків повинен був стати голова Національних зборів Фамбаре Уаттаре Натчабе. Але так як він на той час знаходився у Беніні, військові передали владні повноваження сину Ейадеми — Фору Ессозімні Ґнассінґбе. До конституції була внесена поправка, яка дозволяла Ґнассінґбе знаходитись на посту президента до 2008 року.
Міжнародні організації назвали дії військових державним переворотом та призвали провести у Того вибори. У лютому 2005 року в Ломе пройшла акція протесту проти антиконституційної зміни влади. Уряд Того у відповідь на це запровадив заборону на проведення маніфестацій та мітингів.
У червні 2012 року почалися демонстрації проти внесення змін до виборчого кодексу країни. Під час протестів постраждало як мінімум 30 осіб.
Організаторами демонстрацій є коаліція груп «Операція: Порятунок Того», яка добивається скасування системи, що дозволяє президентам Того перебувати при владі необмежений час. Крім того, протестуючі добиваються скасування поправок, внесених минулого тижня до виборчого кодексу країни. На думку протестуючих, реформи прийняті на користь правлячої партії, яка перебуває у влади вже більше чотирьох десятиліть.

## Географія

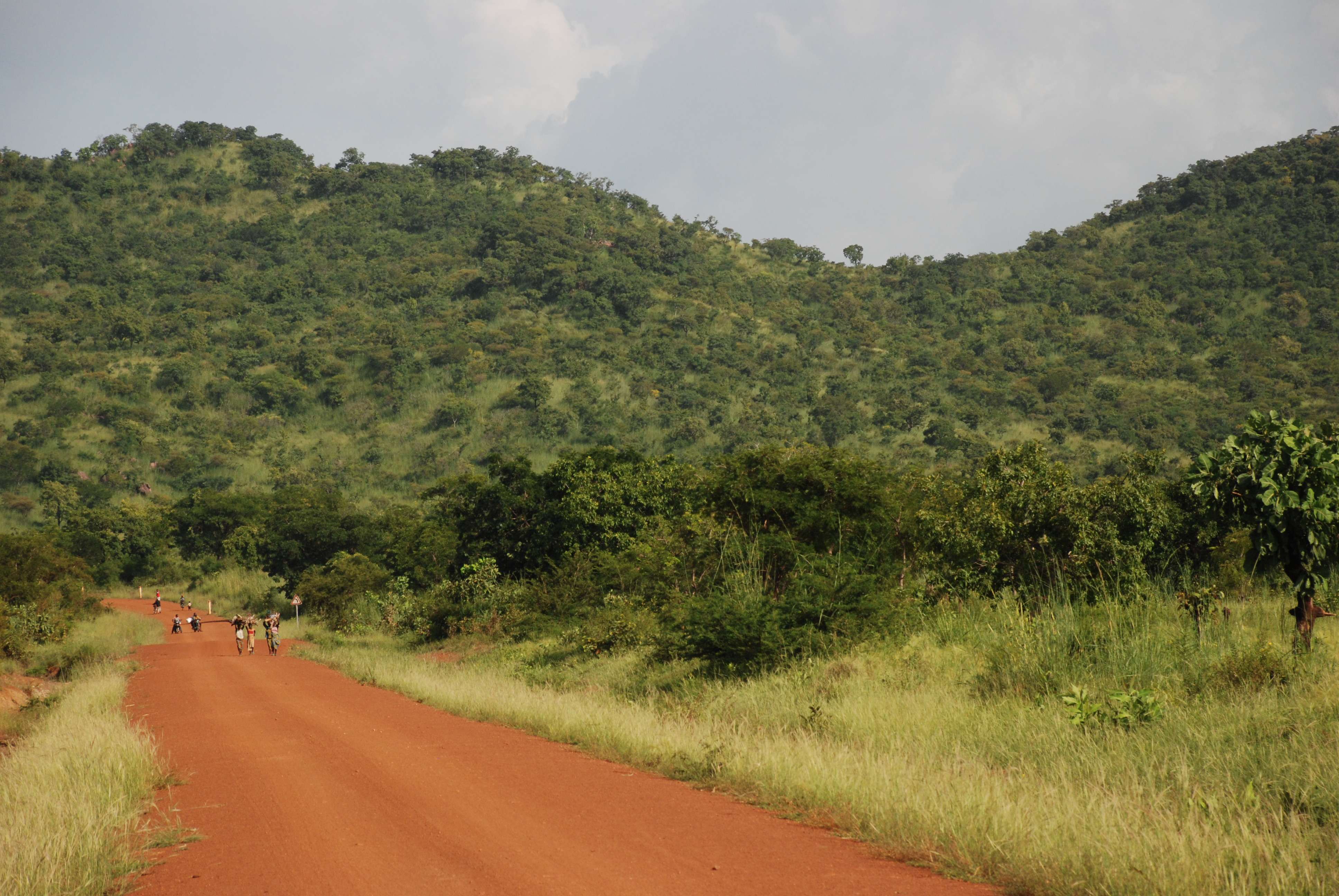
Гірська система Атакора

Північну частину Того займають рівнини, центральну — плато зі середніми висотами 200—400 метрів над рівнем моря, на півдні — приморські рівнини з лагунами і невисокі брилові гори, які перетинають країну з південного заходу на північний схід.
Найвищою точкою у Того є гора Агу — 986 метрів, вона входить до складу горної системи Атакора.
Найдовшою річкою у Того є Моно, її довжина становить 467 кілометрів. Ця річка тече на південь. Уздовж гирла річки проходить кордон з Беніном. Озеро Того є найбільшим у країні, його площа становить близько 50 км², а глибина — 2,5 метрів.
На території Того ведеться видобуток корисних копалин, такі як алюміній, боксит, вапняк, графіт, доломіт, залізо, золото, кам'яна сіль, каолін, мармур, уран, фосфати та хром.
Клімат Того — екваторіальний, тому спекотний (на півдні вологий, а на півночі — напівсухий). Середньорічна температура — +24…+27 °C.
Більша частина країни покрита саванами, 10 % території Того займають ліси. Останнім часом відбувається скорочення лісових масивів і це вже призводить до збіднення фауни.

## Економіка

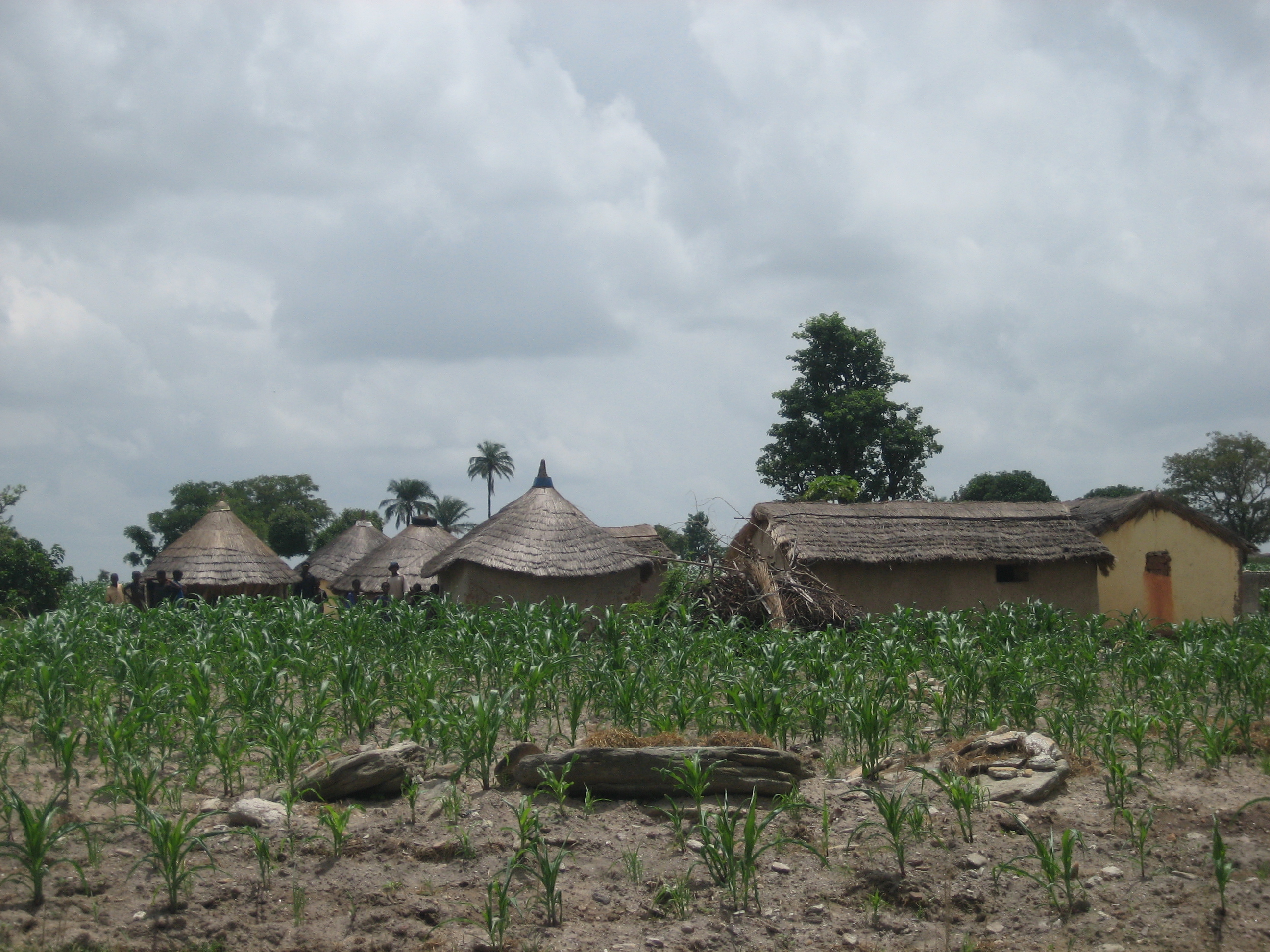
Селище Бомма у Того

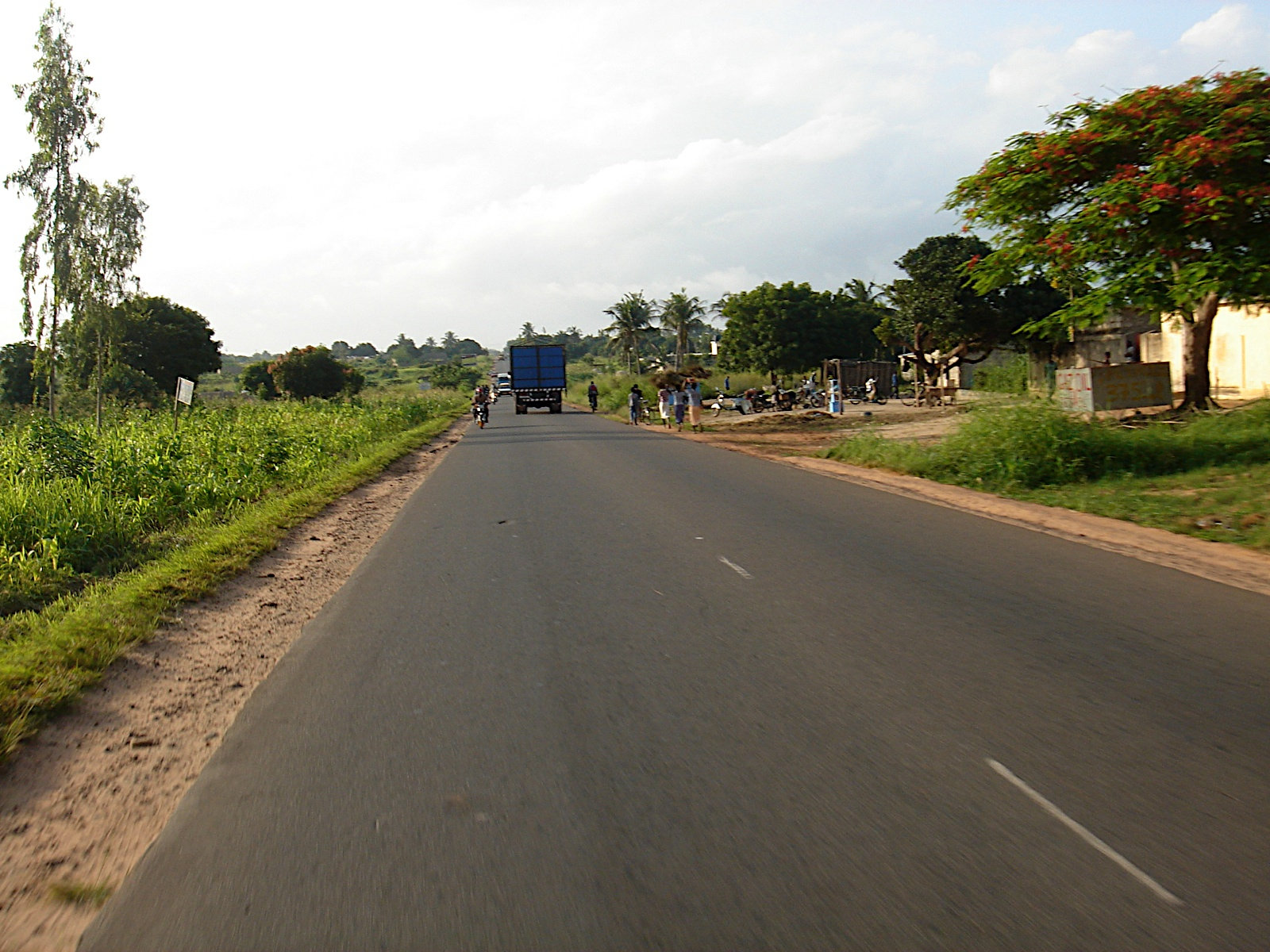
Дорога біля Кпаліме

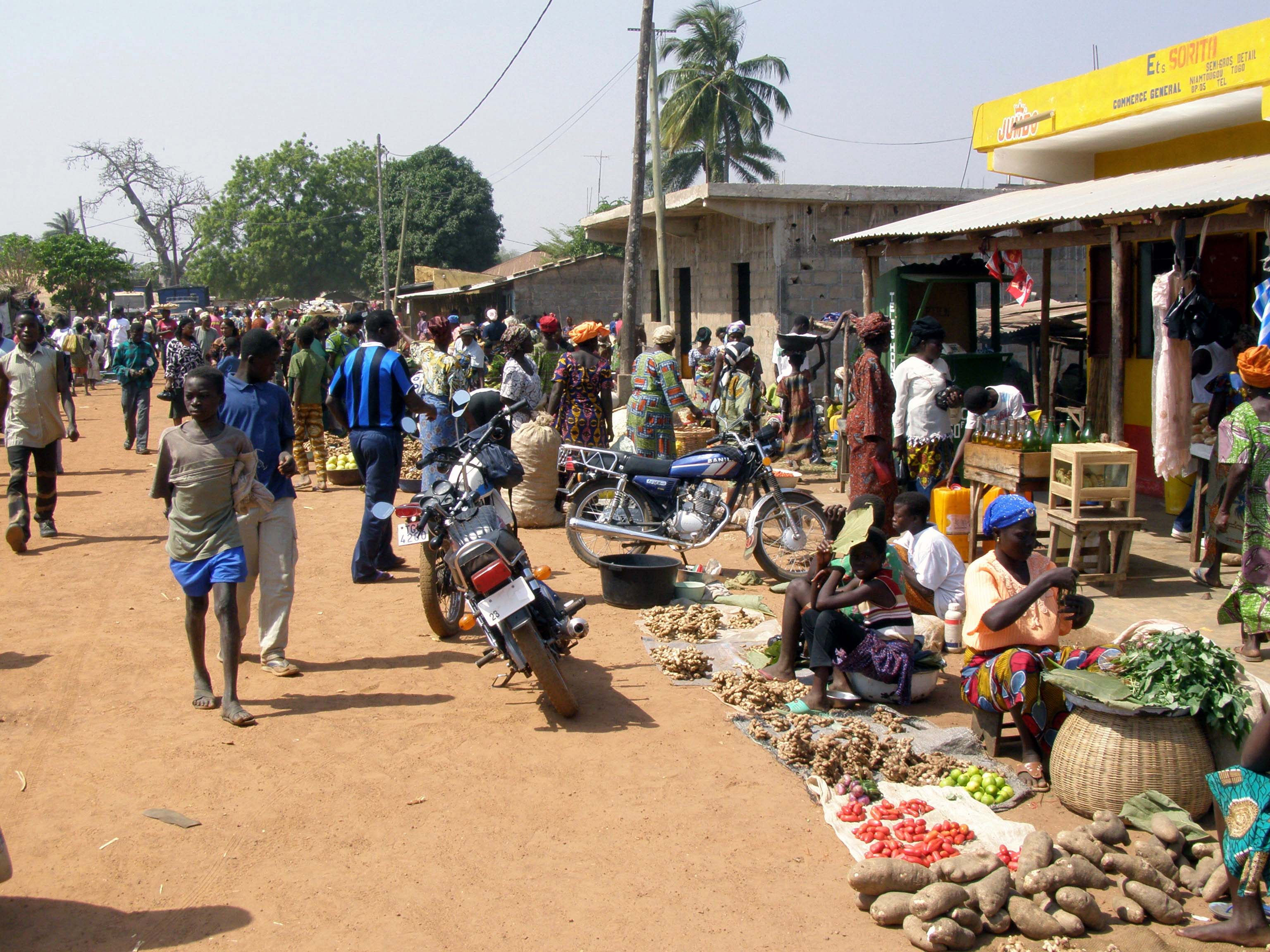
Ринок у Ніамтуґу

Економіка Того є слабко розвинутою. Основою економіки залишається сільське господарство, яке забезпечує 34 % національного прибутку і надає роботу 69 % працездатного населення.
Родюча земля займає 11,3 % поверхні країни, більшість якої є розробленою. Серед основних сільськогосподарських культур переважають маніок їстівний, жасмин, рис, кукурудза, просо. На експорт вирощуються кава, бавовна та какао.
Продукція морського (вилов анчоуса, макрелі, сардинелли, оселедця і тунця) і річкового (тилапія та інш.) рибальства потреби внутрішнього ринку покриває лише частково. Розвивається лісівництво — насадження дерев кайседра, манго і тика.
На території Того знаходяться великі родовища фосфатів. Їх видобуток становить 2,1 млн тонн на рік. Є також і запаси вапняку, мармуру, солі. Електроенергія виробляється за рахунок водних ресурсів. Промисловість забезпечує тільки 20,4 % національного прибутку, оскільки складається тільки з декількох підприємств легкої та будівничої промисловості.
Товари імпорту — механізми, обладнання, нафтопродукти і продукти харчування. Основні партнери по імпорту — Франція (21,1 %), Нідерланди (12,1 %), Кот-д'Івуар (5,9 %), Німеччина (4,6 %), Італія (4,4 %), ПАР (4,3 %) і Китай (4,1 %). Основу експорту складають какао, кава, реекспорт товарів, фосфати і бавовна. Головні партнери по експорту: Буркіна-Фасо (16,6 %), Китай (15,4 %), Нідерланди (13 %), Бенін (9,6 %) і Малі (7,4 %).

### Транспорт
Перша залізниця прокладена вздовж узбережжя Атлантичного океану в 1905 році. Загальна протяжність з/д — 568 км. Розгалужена мережа автомобільних доріг — 7,52 тис. км (з твердим покриттям — 2,376 тис. км) — 1999. Велика частина доріг потребує капітального ремонту.
Протяжність водних шляхів (о. Того, річки Моно і Гбага) — 50 км. Морські порти — Ломе (введений в експлуатацію 1968 року, модернізований наприкінці 1990-х) і Кпеме (спеціалізований порт для вивозу фосфатів). У 2004 році морський торговий флот нараховував 17 суден, 9 аеропортів і злітно-посадкових майданчиків (2 мають тверде покриття). Міжнародні аеропорти діють із середини 1950-х у Ломе (Токуен) і з 1970-х у Ніамтугу. Внутрішні авіаперевезення розвинені слабо.

### Туризм
Іноземних туристів приваблюють мальовничі лагуни і пляжі узбережжя Атлантичного океану, розмаїття флори і фауни, самобутність культури місцевих народів, а також умови для спортивного полювання на деякі види диких тварин. Того першою з держав Західної Африки розпочала розвивати індустрію туризму. 1980-ті — період туристичного буму в країні. Стан політичної нестабільності на початку 1990-х негативно позначився на туристичній індустрії (у 1993 році готелі столиці були зайняті на 10 %). Наприкінці 1990-х туризм знову стає важливою складовою національної економіки.

## Політика

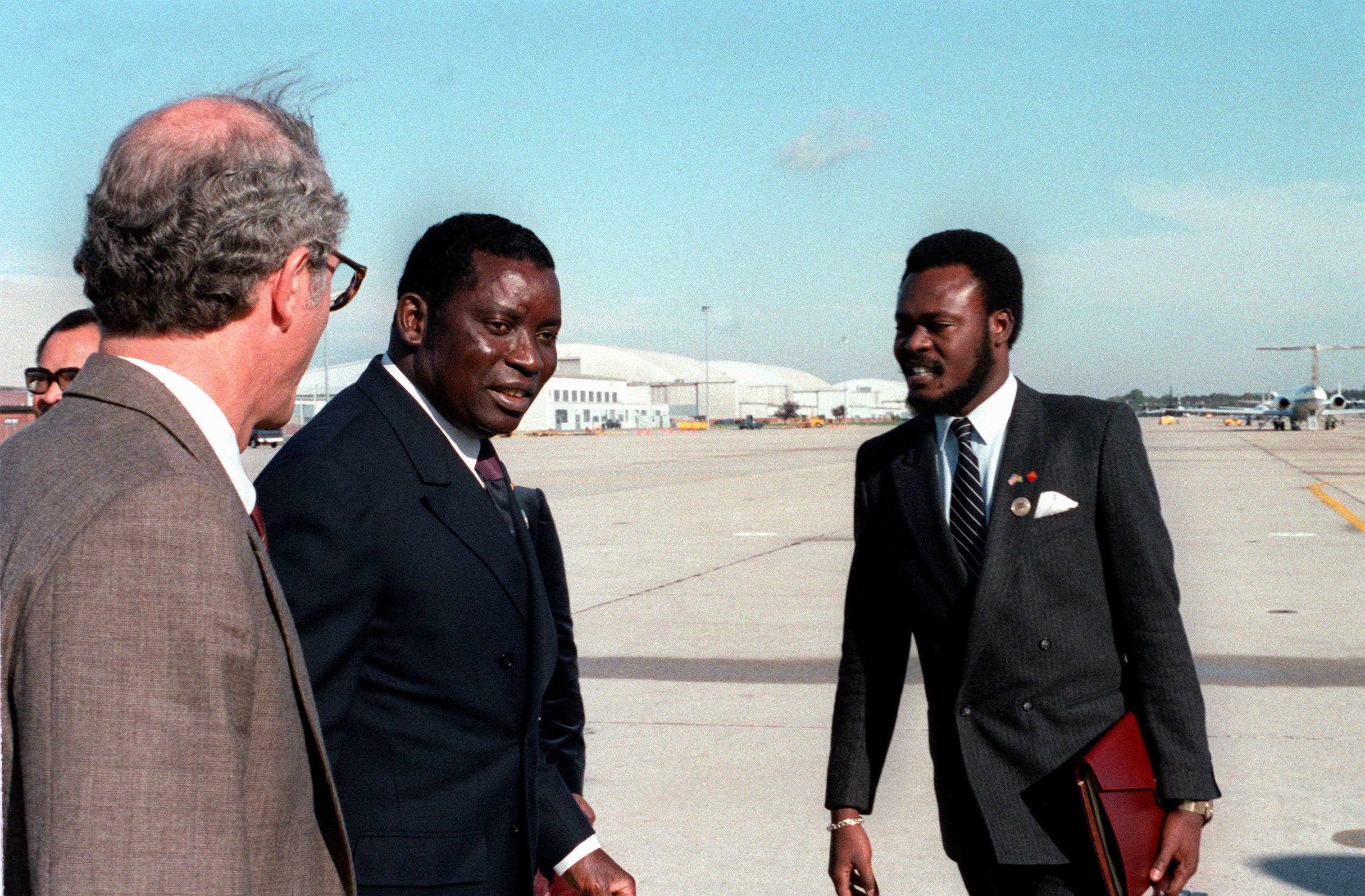
Еядема Гнассінгбе (посередині, 26 жовтня 1983)

Символ військово-повітряних сил Того

За формою державного правління Того є республікою. Конституція країни була прийнята за результатами референдуму 27 вересня 1992 року, у 2002 та 2005 роках до конституції були внесені поправки.
Голова держави — президент, він обирається строком на 5 років, але кількість термінів не обмежена. Президент Того має право розпустити парламент — Національні збори.
Виконавча влада належить уряду та прем'єр-міністру, які назначаються президентом.
Законодавчий орган — однопалатні Національні збори, до складу яких входить 81 депутат. Обирається на п'ятирічний строк шляхом прямих загальних виборів.

### Збройні сили
Тоголезька армія вважається найбільш організованою та оснащеною у Тропічній Африці. Кількість військовослужбовців становить 9000 осіб. Франція грає важливу роль у підготовці військових кадрів та технічному оснащенні армії Того.
Військові в останні десятиліття грають значну роль у політиці цієї країни. Ґнасінґбе Ейадемі вдалося провести 40 років при владі в країні лише завдяки військовим переворотам та впливу військових. Міжнародні організації з захисту прав людини пов'язують військових Того з численними порушеннями прав людини в країні.
Витрати на оборону країни складають близько 1,6 % (в 2006 р.) ВВП.
До складу збройних сил Того входять:
1. сухопутні війська;
2. військово-морські сили (фр. Marine du Togo)
3. військово-повітряні сили (фр. Force Aérienne Togolaise, FAT)
4. національна поліція (фр. National Gendarmerie).

## Демографія

### Населення

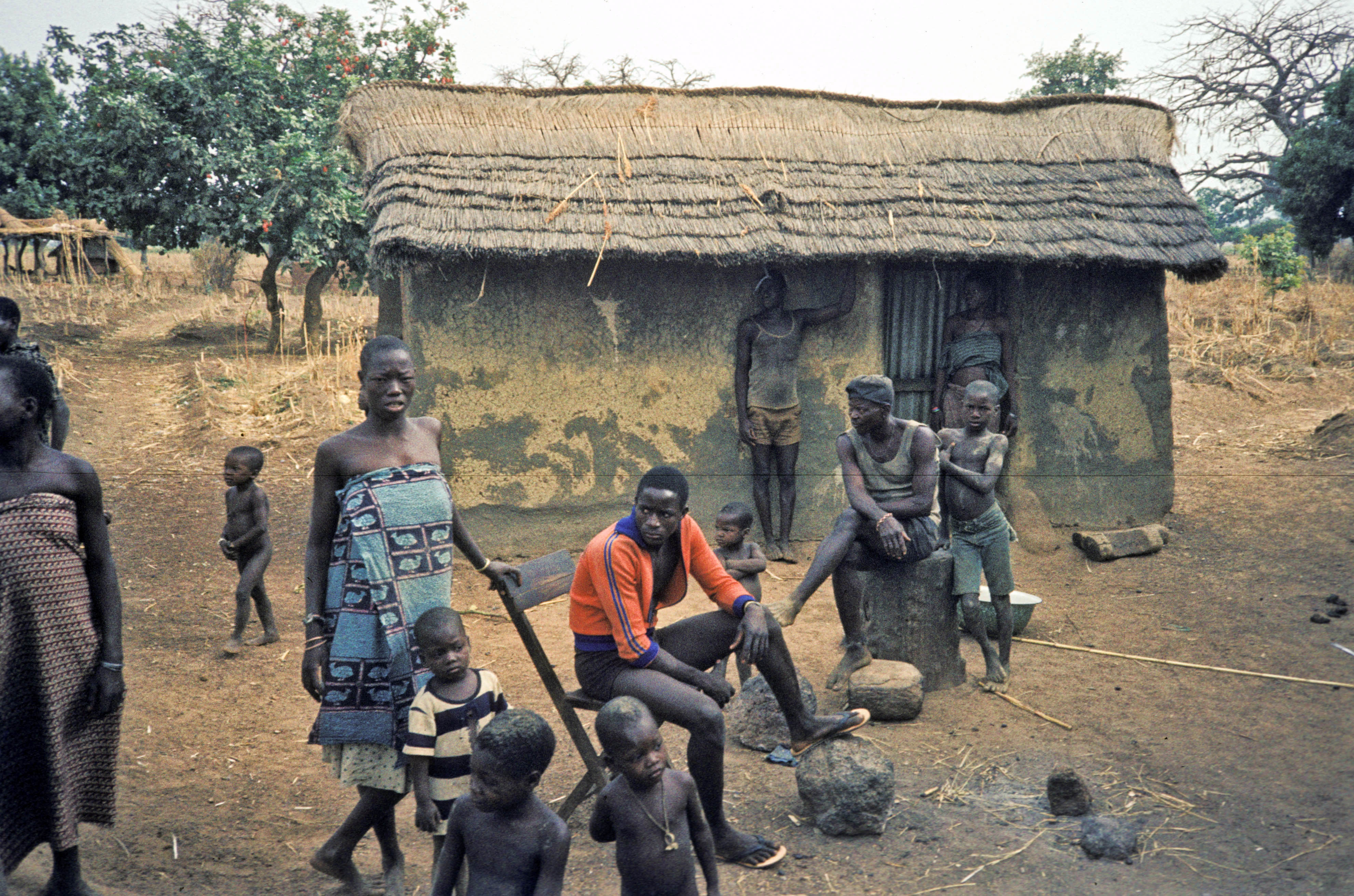
Родина (1985)

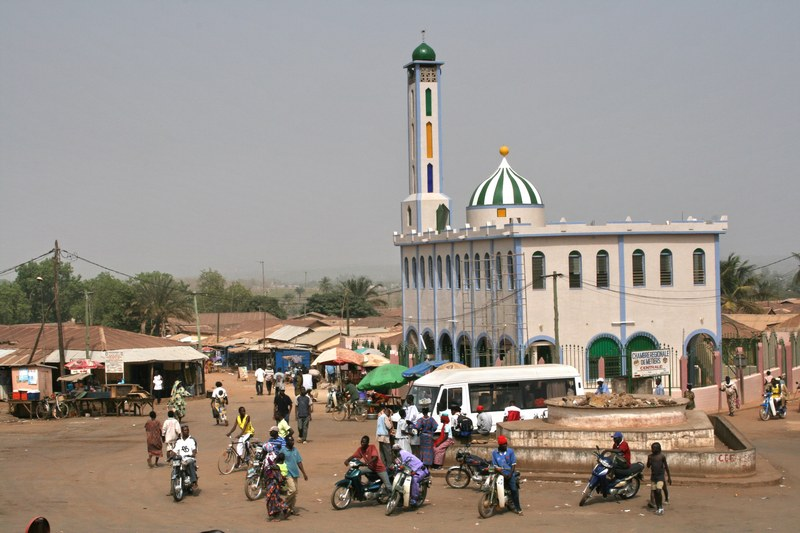
Мечеть у Того

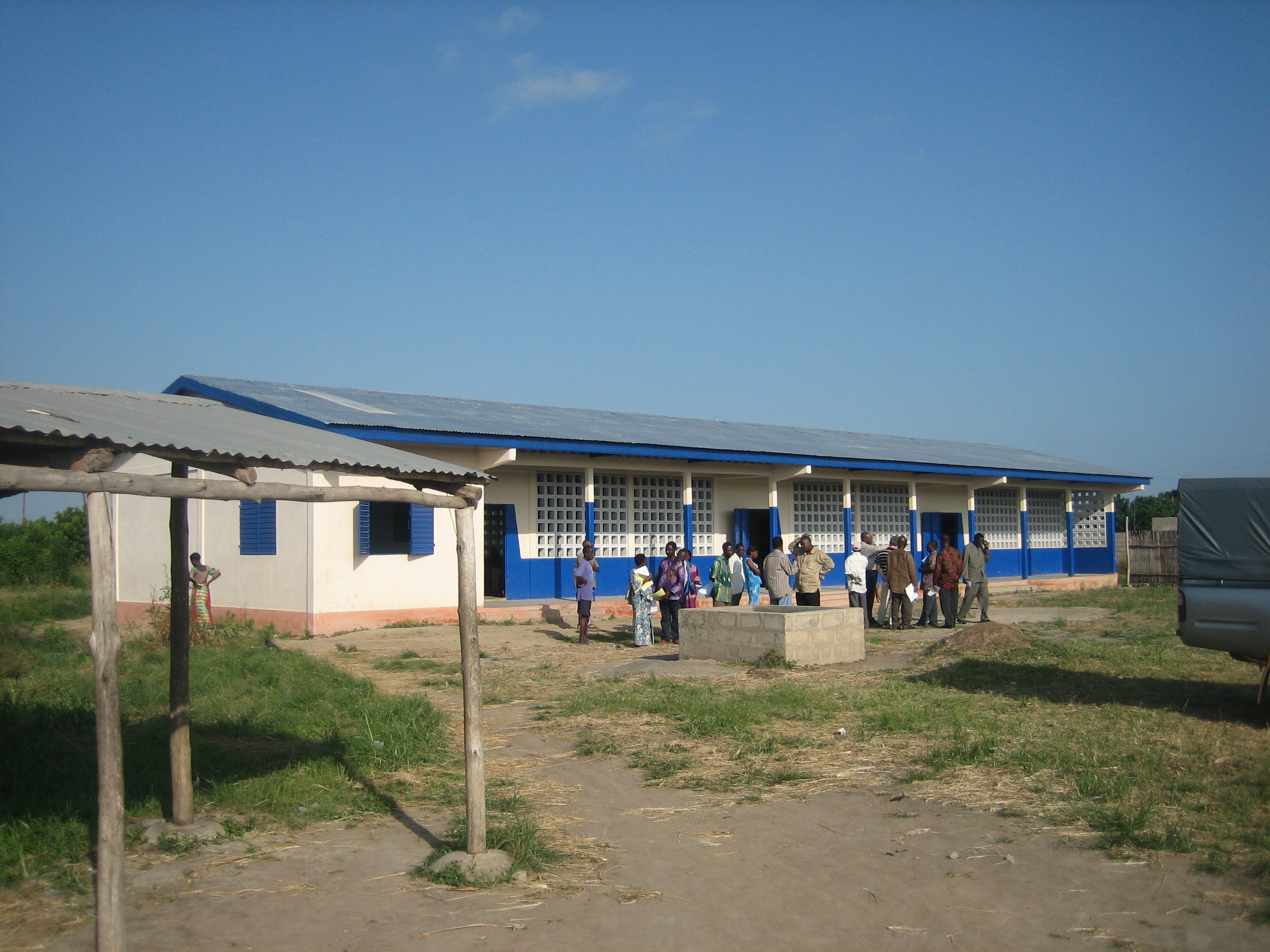
Звичайна школа у Того

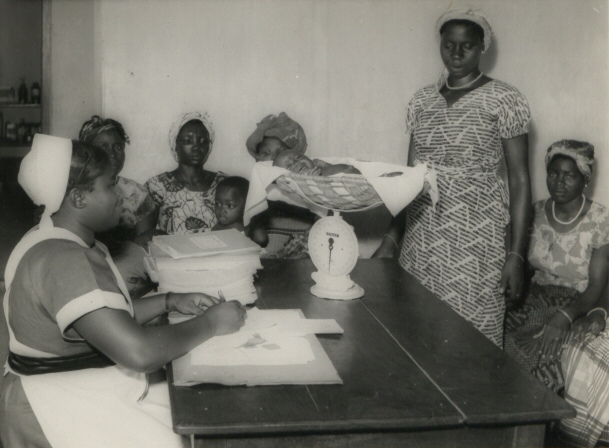
Зваження дитини

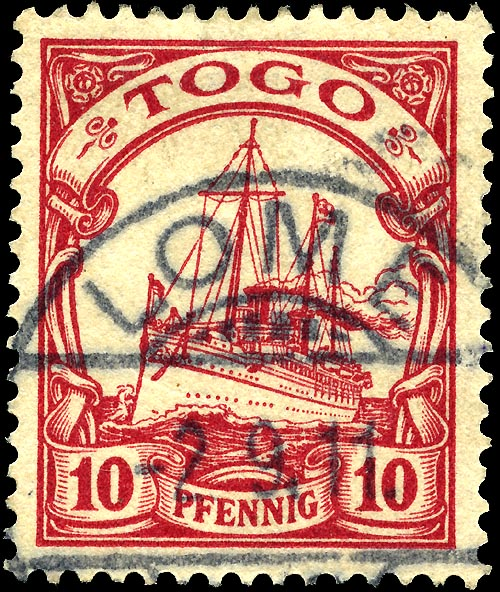
Поштова марка (1900)

Того належить до поліетнічних країн. 98 % населення становлять корінні африканські народи й етнічні групи (бл. 45). Більшість їх належить до двох мовних груп — гвінейської (мови ква) і вольтської (мови гур). Ква мовами говорять аджа, ане, ген (гуен), йоруба-ана, ла, того (аватіме, аделе, акебу, акпосо, логба та ін.), уачі, фор, еве та ін. Гур мовами — басари, гурма, каб'є, конкомба, котоколі, ламба (лама), лосо, моба, сомба, тамберма і чокосі. У прикордонних районах з Буркіна-Фасо живуть близько 20 тис. мосі та фульбе. Етнічною різноманітністю відрізняються північні області, південні заселені в основному еве (найчисленніший з народів країни — понад 50 % населення). 1/3 тоголезців — каб'є. 1 % населення становлять французи, ліванці й сирійці. З 50 місцевих мов і діалектів найпоширенішими є бассарі, каб'є, котоколи, моба, хауса і еве. Офіційною мовою та мовою бізнесу є французька.
Того є однією з найбільш густонаселеніших країн Субсахарської Африки (середня густота населення — 84,5 чол. на 1 км²., у м. Ломе — більше 800 чол. Середньорічний приріст населення становить 2,27 %. Народжуваність — 34,36 на 1000 чол., смертність — 11,64 на 1000 чол. Дитяча смертність — 67,66 на 1000 новонароджених. 43,9 % населення — діти до 14 років. Жителі, що досягли 65-річного віку, становлять 2,6 %. Середній вік населення — 17,6 років. Очікувана тривалість життя — 53,05 роки (чоловіки — 51,07, жінки — 55,09).
Сільське населення становить 80 % людей. Найбільші міста (у тис. чол.): Сокоде (51), Кпаліме (30), Лама-Кара (30) — 2002. Інші великі міста — Атакпаме, Бассар, Цевіє. Емігранти з Того живуть у Гані (1 тис. чол. — 2002), Кот-д'Івуарі і країнах ЄС.

### Релігія
Близько 50 % населення дотримуються традиційних африканських вірувань (анімалізм, фетишизм (особливо поширений), культ предків, сил природи тощо), 35 % жителів сповідає християнство (більшість католиків), 15 % — мусульмани-суніти (2003). Християнство почало поширюватися з середини XV століття, після прибуття до Того португальських колонізаторів.

### Освіта
Першу місіонерську школу відкрито в 1891 році, державну — у 1905. Обов'язкова (офіційно) 6-річна початкова освіта, яку діти отримують у віці з 6 до 12 років. Середня освіта (7 років) починається з 12-річного віку і проходить у два етапи — 4 і 3 роки. Близько 50 % дітей навчаються в школах, що відкриті при католицьких місіях. Окрім французької мови, викладання ведеться місцевими мовами еве і каб'є.
Система шкільного навчання розвиненіша в південних областях, у північних школу відвідують 25 % дітей. У 2002 році в університеті Ломе (заснований у 1965 як коледж, статус університету отримав у 1970 році) в десяти підрозділах (вищих школах та інститутах) навчалися 14,3 тис. студентів і працювали 650 викладачів. Навчання ведеться французькою мовою. Працюють також 4 коледжі. Студенти з Того отримують вищу освіту також за кордоном (головним чином у Франції).

### Охорона здоров'я
Переважають інфекційні і паразитарні хвороби (кишкові інфекції, лепра, малярія, онхоцеркоз, туберкульоз та ін.). Постійний доступ до чистої питної води мають 54 % (Того входить у число 12-ти африканських країн, які повністю задовольняють потреби в ній міських жителів), до медичного обслуговування — 34 % населення. Витрати на охорону здоров'я становлять 2,8 % від ВВП. Гостро стоїть проблема нестачі лікарів і медичного персоналу. Налічується 110 тис. хворих СНІДом і ВІЛ-інфікованих, померли 10 тис. чол. Темпи зростання захворюваності СНІДом — 4,1 %.

## Засоби масової інформації
- Journal Officiel de la Republique Togolaise — (укр. Офіційна газета Тоголезької Республіки). Щоденний урядовий вісник французькою мовою. Видається в Ломе.
- Togo-Dialogue — (укр. Тоголезький діалог). Урядовий щомісячний журнал. Видається в Ломе. Тираж 5 тис.
- Togo-Presse — (укр. Того-преса). З 1979 до 1991 року називалася «Нувель марш». Урядова щоденна газета. Видається в Ломі французькою, еве і каб'є мовами. Заснована в 1962 році. Тираж 8 тис.
- L'Eveil du Travailleur Togolais — (укр. Пробудження тоголезького трудівника). Газета. Видається в Ломе 2 рази на місяць. Тираж 5 тис. Орган Національної конфедерації трудящих Того.

### Інформаційне агентство
- Agence Togolaise de Presse (ATOP) — (укр. Тоголезьке агентство преси, АТОП). Урядове інформаційне агентство. Засноване в 1975 році. Розміщується в Ломе.

### Радіо і телебачення
- Radiodiffusion du Togo (Internationale) — Radio Lome — (укр. Радіомовлення  Того(Міжнародне)- Радіо Ломе). Засноване в 1953 році. З 1979 до 1991 року радіо мало назву Служба радіомовлення і телебачення «Новий шлях». Знаходиться у Ломе. Контролюється урядом.
- Radiodiffusion Togo(Nationale) — (укр. Радіомовлення Того (Національне). Радіостанція, заснована в 1979 році. З 1979 до 1991 року називалося Радіомовлення Кара. Контролюється урядом.
- Television Togolaise — (укр. Тоголезьке телебачення). Засноване в 197З році. Розміщується в Ломе.

## Адміністративний поділ

Адміністративно Тоголезька республіка поділяється на 5 регіонів, які у свою чергу поділяються на 36 префектур, та комуну Ломе, яка поділяється на 5 округів.
| № | Регіон      | Площа, км² | Населення, осіб (2010) | Адміністративний центр | Кількість префектур |
| - | ----------- | ---------- | ---------------------- | ---------------------- | ------------------- |
| 1 | Кара        | 11 738     | 769 940                | Кара                   | 7                   |
| 2 | Приморський | 6 100      | 2 599 955              | Цевіє                  | 7                   |
| 3 | Плато       | 16 975     | 1 375 165              | Атакпаме               | 12                  |
| 4 | Савани      | 8 470      | 828 224                | Дапаонг                | 5                   |
| 5 | Центральний | 13 317     | 617 871                | Сокоде                 | 5                   |
| 6 | Ломе        | 90         | 837 437                | Ломе                   | 5                   |

## Культура

### Образотворче мистецтво та ремесла

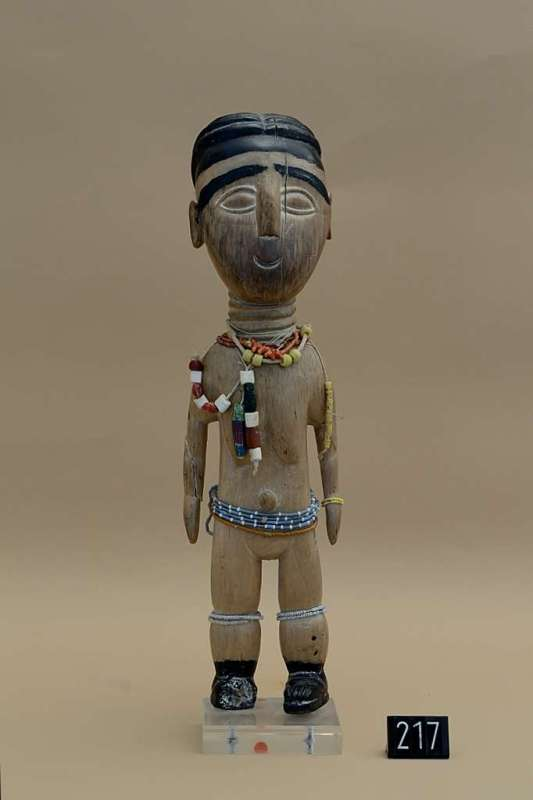
Статуетка народу еве

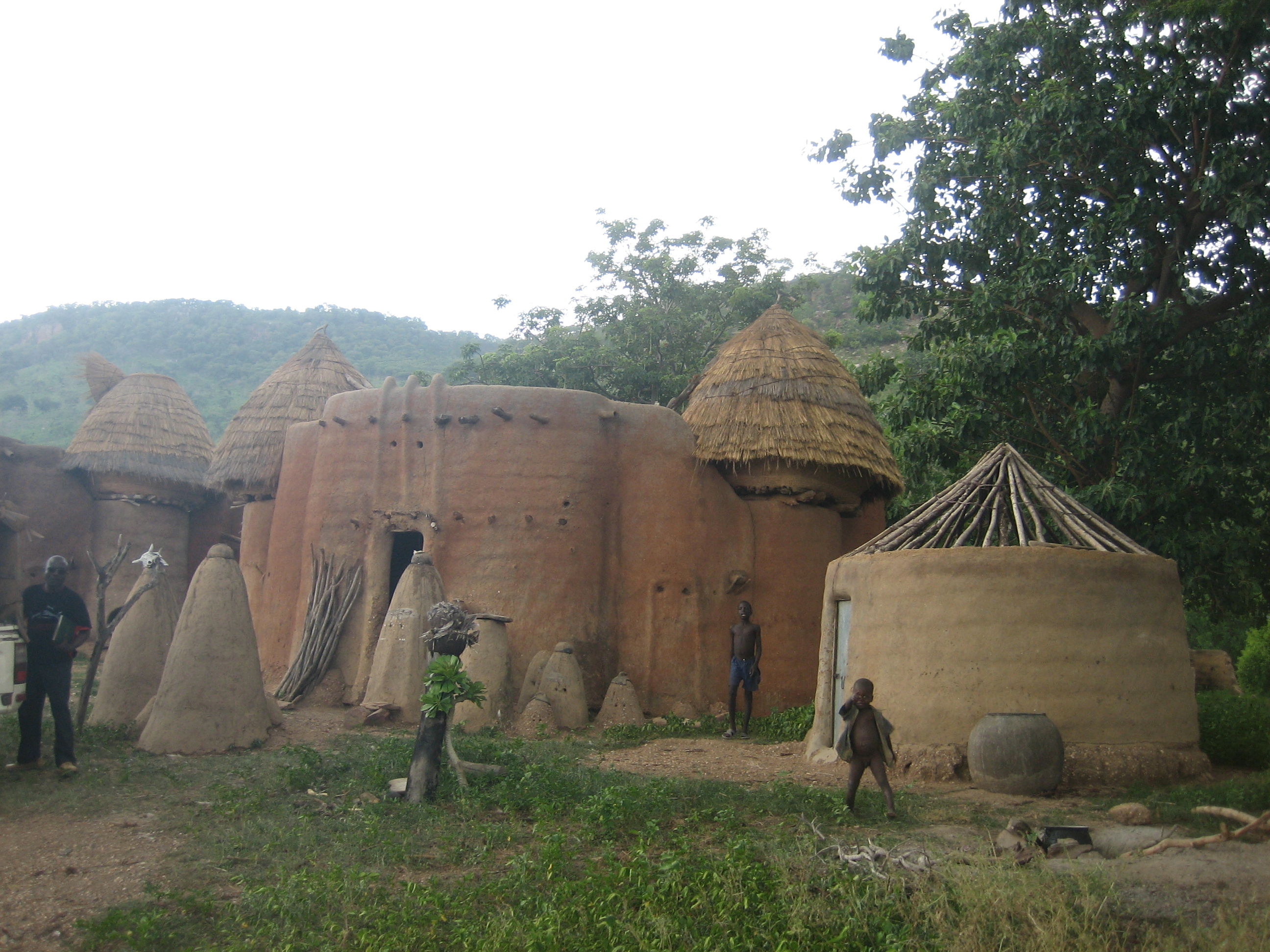
Традиційне житло народу тамберма

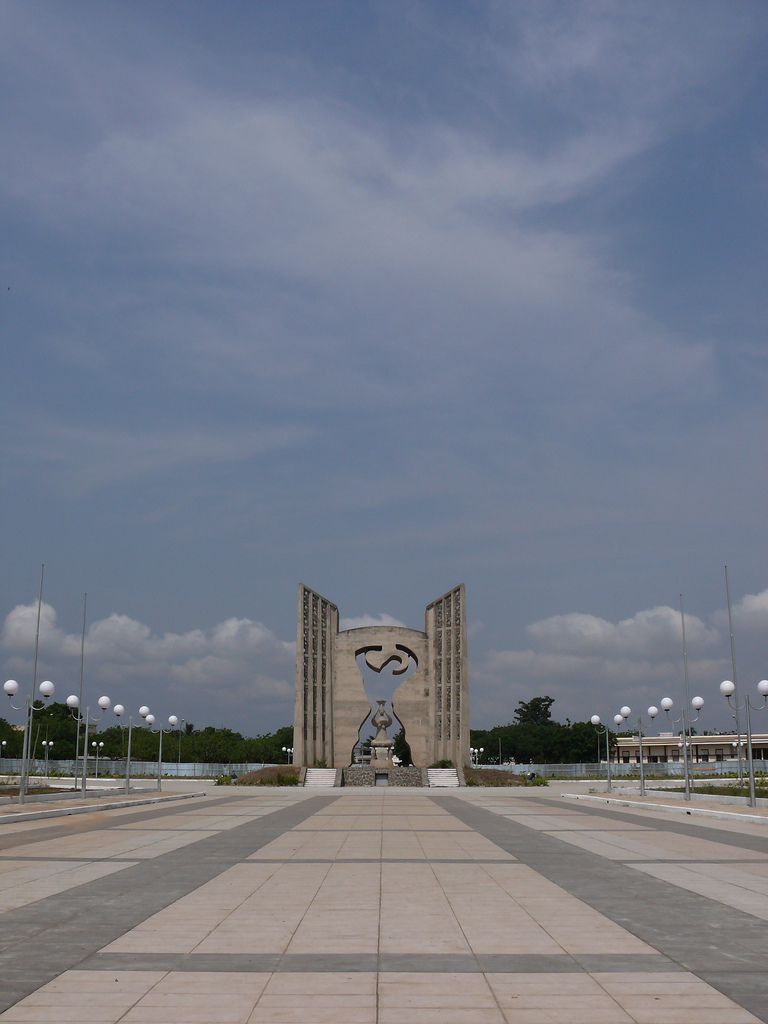
Монумент Незалежності у Ломе

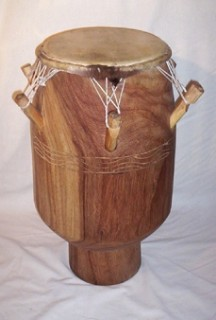
Тоголезький барабан

Розвинене різьблення по дереву. Маски зустрічаються рідко. Оригінальна традиційна дерев'яна скульптура південних народів — прикрашені круглою скульптурою церемоніальні трони, парні статуетки «ібеджі», фігурки предків, різноманітні статуетки-фетиші й яскраво розфарбований дерев'яний посуд з різноманітними формами дна. Популярні т. зв. «весільні ланцюги» (фігурки чоловіка і дружини з суцільного шматка дерева), виконані майстрами центру ремесел у Клото.
Професійне образотворче мистецтво стало розвиватися після здобуття незалежності. Багато художників і скульпторів навчалися в художніх школах європейських країн (у тому числі СРСР) і отримали визнання на міжнародних виставках (у Франції та ін.) — П. Айї, А. Гбенон, А. Дабла, Д. Агболі, А. Кпегло, Р. Далакен і К. Агбеве. Інші майстри образотворчого мистецтва — Ф. Самбіані, Ж. Сір, Л. Ф. Тогбуну, Д. Хунце. У Ломе працює архітектурна школа.
Поширені ремесла і художні промисли: гончарство, виготовлення батіка, калебас (посуду), намиста з мініатюрних (до 0,5 см) мушель равликів, плетіння головних уборів, кошиків і циновок з волокна пальми рафії, соломи, а також різьблення по дереву, металу, слоновій кістці і ткацтво (в тому числі виготовлення поліхромних гобеленів).

### Архітектура
Народні житла в різних районах країни відрізняються за архітектурними формами і будівельними матеріалами (часто ним є банко — суміш глини з соломою). У зоні лісів поширені круглі в плані хатини з глини (зустрічаються і кам'яні) криті солом'яним дахом конусоподібної форми. В горах — прямокутні будинки під гострими або плоскими дахами. У північних районах (у тому числі в народу тамберма) житла являють собою укріплені садиби, що складаються з кількох 2–3-поверхових приміщень неправильної форми. На півдні (в тому числі в народу еве) ставляться хатини прямокутної або квадратної форми, стіни яких побудовані з пов'язаних між собою й обмазаних глиною тонких стовбурів дерев. Дах — двосхилий (рідше плоский) з сухої трави або пальмового листя. Вздовж берегів річок зустрічаються будинки на дерев'яних палях (найчастіше без вікон).
Деякі народи прикрашають стіни жител багатоколірними малюнками схематичного характеру. У сучасних містах будинки будують з цегли і залізобетонних конструкцій, використовуються пластмаси, а для оздоблення будинків — місцевий мармур. Деякі готелі і мотелі стилізовані під африканські житла.

### Театр
У доколоніальний період у народу йоруба-ана був ляльковий театр. Елементи театру присутні в традиційних обрядах і ритуалах. На формування національного театрального мистецтва вплинула творчість гріотів. У колоніальний період при школах і християнських місіях створювалися театральні групи, які ставили п'єси Шекспіра, Мольєра, а також африканських авторів (у 1907 році була поставлена п'єса «П'ята лагуна» автора з Гани К. Фіаву). У 1930 році у Ломе виникла аматорська трупа «Зупіца», яка ставила спектаклі місцевих авторів, у 1950-х — аматорські театри «Агбодово» (м. Кпаліме) і «Боді» (Сокоде). У 1953 в столиці організовано французький культурний центр, де виступали найпопулярніші трупи (в тому числі «Сантос», заснована в 1955 літератором і педагогом П. Сантосом).
Після здобуття незалежності у Ломе були створені молодіжні театральні колективи, у 1974 році — перша професійна Національна тоголезька трупа (включала балетну, музичну і театральну секції). Була популярною театральна група «Агоколі». Драматурги — М. Айтнард, Д. Анану і К. К. Коффі-Канабо (отримав театральну освіту в СРСР).

### Кінематограф
Хронікально-документальне кіно почало розвиватися тільки після здобуття незалежності. Перші художні стрічки — Африканська душа і Куамі (знято за кордоном) режисера Ж. До-Коку.

### Музика
Національна музика має давні традиції і є невід'ємною частиною життя народів Того. Різноманітний музичний інструментарій. Широко поширені барабани: донга (спарені барабани різного розміру) у каб'є, акріма (розширені догори) у бассарі, гріоти (каста бродячих акторів-казкарів, музикантів і співаків у країнах Західної Африки) у народів бассарі і конкомба використовують довгастої форми «промовисті барабани» під назвою «кулум», народ котоколі — барабани каму (нагадують європейські), народи узбережжя — кпеті (широкі за формою). Серед інших музичних інструментів — бубонці авага, дзвоники, лютні (кібеу, чиму та ін.), брязкальця (ассогое та ін.) і різноманітні флейти (йїло та ін.). Музика нерозривно пов'язана з традиційними танцями, які відрізняються великою різноманітністю — адеун і акпоссе (танець мисливців і танець молоді в еве), аджокбо, джокото і гбекон (у ген), тобол («танець вогню» у бассарі) та ін.
Після Другої світової війни виникли численні т. зв. «консерт-парті» — театрально-концертні колективи. Фольклорні ансамблі беруть участь у національних оглядах, які проводяться регулярно, а також міжнародних фестивалях. З середини 20 ст. на музичну культуру впливає сучасна поп-музика.

## Спорт
Найтитулованішим футбольним клубом є «Етуаль Філант». У суботу 26 листопада 2011 р. із цим клубом трапилася трагедія. Автобус з командою перекинувся на 80-му кілометрі автомобільної дороги до столиці країни Ломе.
Автобус вилетів з дороги через спущене колесо і загорівся. Вісім гравців згоріли живцем. Ще 13 футболістів, тренерів і керівників клубу серйозно поранені і були доставлені в різні лікарні найближчих міст.